# هانس کرالی
هانس کرالی (آلمانی: Hanns Kräly؛ زاده ۱۶ ژانویهٔ ۱۸۸۴ درگذشته ۱۱ نوامبر ۱۹۵۰) هنرپیشه و فیلم‌نامه‌نویس اهل آلمان بود.